# Andreas Pitsilidis
Andreas Pitsilidis, gr. Ανδρέας Πιτσιλλίδης (ur. 9 czerwca 1977 w Nikozji) – cypryjski polityk, teolog, wykładowca akademicki, poseł do Parlamentu Europejskiego VII kadencji.

## Życiorys
Ukończył teologię na Uniwersytecie Narodowym im. Kapodistriasa w Atenach. Odbył następnie studia podyplomowe w Trinity College w ramach University of Cambridge oraz studia doktoranckie na Uniwersytecie Arystotelesa w Salonikach. Pracował w administracji kościelnej i szkolnictwie, zajął się także działalnością akademicką.
Zaangażował się w działalność centroprawicowego Zgromadzenia Demokratycznego. W wyborach w 2009 bez powodzenia kandydował do Parlamentu Europejskiego VII kadencji. W 2011 został natomiast wybrany do Izby Reprezentantów w Nikozji. W 2013 objął mandat europosła, zastępując powołanego w skład rządu Joanisa Kasulidisa. Przystąpił do grupy Europejskiej Partii Ludowej. W PE zasiadał do 2014. W 2021 związał się z Frontem Demokratycznym.